# Christian Ferdinand Schiess
Christian Ferdinand Schiess (Burgdorf, 7 aprile 1856 – Oceano Atlantico, 14 dicembre 1884) è stato un militare svizzero, il primo non britannico a ricevere la Victoria Cross, all'epoca riservata solo ai cittadini inglesi.

## Biografia
Nato in Svizzera, proveniva da una famiglia di etnia tedesca nativa del Canton Appenzello Esterno ma migrata nel Canton Berna. Rimase presto orfano, e desideroso di avventure si arruolò nell'esercito francese, servendo brevemente in Algeria prima di combattere nella guerra franco-prussiana.
Dopo la sconfitta della Francia decise di arruolarsi nell'esercito britannico. Salpato da Amburgo per il Sudafrica, venne arruolato nel Natal Native Contingent, un corpo costituito da ausiliari boeri, stranieri e africani, venendo promosso caporale; partecipò infine nel 1879 alla spedizione di lord Chelmsford contro gli Zulu.
Schiess tuttavia, contratta un'infezione al piede per via delle continue marce in stivali non adeguati, fu costretto ad abbandonare il corpo principale della spedizione per essere lasciato indietro con gli altri feriti all'avamposto di Rorke's Drift, assieme ad un altro centinaio di uomini. Il 22 gennaio 1879 però gli inglesi furono sonoramente sconfitti alla battaglia di Isandlwana, e l'impi zulu, nel tentativo di tagliare la ritirata dei resti dell'esercito britannico, assaltò Rorke's Drift tentando di sopraffare la ridotta guarnigione che lo presidiava.
Schiess, nonostante fosse quasi infermo, partecipò attivamente alla difesa di Rorke's Drift, portando i feriti dalla prima linea fino all'ospedale interno e, una volta che gli zulu furono penetrati nell'avamposto, effettuando rapide incursioni per uccidere cecchini nemici. Per le sue azioni eroiche, una volta terminata la guerra gli venne conferita la Victoria Cross, che portò per la prima volta durante una parata a Pietermaritzburg. Schiess era il primo non britannico a ricevere tale onorificenza, anche se al tempo ciò non venne reso noto.
Poco dopo venne congedato dall'esercito, ma non riuscì ad adattarsi alla vita civile. Dopo aver svolto senza successo diversi lavori, Schiess si ridusse all'indigenza e a vagare per il Sudafrica senza meta. Venne rinvenuto fortemente debilitato a Città del Capo all'inizio del dicembre 1884, riconosciuto da alcuni marinai della Royal Navy come uno degli eroi di Rorke's Drift; rifocillato, gli venne offerto un passaggio via nave fino in Inghilterra, ma Schiess, ormai troppo debole per sostenere il lungo viaggio, morì durante la traversata il 14 dello stesso mese, venendo sepolto in mare al largo delle coste dell'Angola. La sua Victoria Cross era l'unica proprietà ancora in suo possesso.
La memoria di Schiess si perse, e la sua storia non fu riscoperta che un secolo più tardi, quando negli anni '50 la sua medaglia fu ritrovata in Inghilterra. Oggi la Victoria Cross di Schiess è esposta al National Army Museum di Londra. Gli è inoltre dedicata una placca al Rorke's Drift Museum, dove tuttavia il suo nome è riportato erroneamente come "Friedrich". Nel film Zulu, che rievoca la battaglia di Rorke's Drift, è interpretato da Dickie Owen.